# Crypsirina temia
Crypsirina temia е вид птица от семейство Вранови (Corvidae).

## Разпространение
Видът е разпространен във Виетнам, Индонезия, Камбоджа, Китай, Лаос, Малайзия, Мианмар и Тайланд.